# 56. BAFTA-gála
Az 56. BAFTA-gálát 2003. február 23-án tartotta a Brit film- és televíziós akadémia, melynek keretében a 2002. év legjobb filmjeit és alkotóit díjazta.

## Díjazottak és jelöltek
(a díjazottak félkövérrel vannak jelölve)

### Legjobb színész
Daniel Day-Lewis – New York bandái
- Adrien Brody – A zongorista
- Nicolas Cage – Adaptáció
- Michael Caine – A csendes amerikai
- Jack Nicholson – Schmidt története

### Legjobb színésznő
Nicole Kidman – Az órák
- Halle Berry – Szörnyek keringője
- Salma Hayek – Frida
- Meryl Streep – Az órák
- Renée Zellweger – Chicago

### Legjobb operatőri munka
A kárhozat útja – Conrad L Hall
- Chicago – Dion Beebe
- New York bandái – Michael Ballhaus
- A Gyűrűk Ura: A két torony – Andrew Lesnie
- A zongorista – Pawel Edelman

### Legjobb jelmez
A Gyűrűk Ura: A két torony – Ngila Dickson, Richard Taylor
- Kapj el, ha tudsz – Mary Zophres
- Chicago – Colleen Atwood
- Frida – Julie Weiss
- New York bandái – Sandy Powell

### Legjobb rendező
Roman Polański – A zongorista
- Rob Marshall – Chicago
- Martin Scorsese – New York bandái
- Stephen Daldry – Az órák
- Peter Jackson – A Gyűrűk Ura: A két torony

### Legjobb vágás
Isten városa – Daniel Rezende
- Chicago – Martin Walsh
- New York bandái – Thelma Schoonmaker
- Az órák – Peter Boyle
- A Gyűrűk Ura: A két torony – Michael Horton

### Legjobb film
A zongorista
- Chicago
- New York bandái
- Az órák
- A Gyűrűk Ura: A két torony

### Alexander Korda-díj az év kiemelkedő brit filmjének
A harcos
- Csavard be, mint Beckham
- Gyönyörű mocsokságok
- Az órák
- A Magdolna nővérek

### Legjobb nem angol nyelvű film
Beszélj hozzá (Hable con ella) • Spanyolország
- Anyádat is (Y tu mamá también) • Mexikó
- Isten városa (Cidade de Deus) • Brazília
- Devdas • India
- A harcos (The Warrior) • Franciaország/Németország/Nagy-Britannia

### Legjobb smink
Frida – Judy Chin, Beatrice De Alba, John Jackson, Regina Reyesl
- Chicago – Jordan Samuel, Judi Cooper Sealy
- New York bandái – Manlio Rocchetti, Aldo Signoretti
- Az órák – Ivana Primorac, Conor O'Sullivan, Jo Allen
- A Gyűrűk Ura: A két torony –  Peter Owen, Peter King, Richard Taylor

### Legjobb filmzene (Anthony Asquith-díj a legjobb filmzenének)
Az órák – Philip Glass
- Kapj el, ha tudsz – John Williams
- Chicago – Danny Elfman, John Kander, Fred Ebb
- New York bandái – Howard Shore, Robbie Robertson, The Edge
- A zongorista – Wojciech Kilar

### Legjobb díszlet
A kárhozat útja – Dennis Gassner
- Chicago – John Myhre
- New York bandái – Dante Ferretti
- Harry Potter és a Titkok Kamrája – Stuart Craig
- A Gyűrűk Ura: A két torony – Grant Major

### Legjobb adaptált forgatókönyv
Adaptáció – Charlie Kaufman, Donald Kaufman
- Egy fiúról – Peter Hedges, Chris Weitz, Paul Weitz
- Kapj el, ha tudsz – Jeff Nathanson
- Az órák – David Hare
- A zongorista – Ronald Harwood

### Legjobb eredeti forgatókönyv
Beszélj hozzá – Pedro Almodóvar
- Anyádat is – Carlos Cuarón, Alfonso Cuarón
- Gyönyörű mocsokságok – Steven Knight
- New York bandái – Jay Cocks, Steven Zaillian, Kenneth Lonergan
- A Magdolna nővérek – Peter Mullan

### Legjobb hang
Chicago – Michael Minkler, Dominick Tavella, David Lee, Maurice Schell
- New York bandái – Tom Fleischman, Ivan Sharrock, Eugene Gearty, Philip Stockton
- Harry Potter és a Titkok Kamrája – David Randall Thom, Dennis Leonard, John Midgley, Ray Merrin, Graham Daniel, Rick Kline
- A Gyűrűk Ura: A király visszatér – Ethan Van Der Ryn, David Farmer, Michael Hopkins, Hammond Peek, Christopher Boyes, Michael Semanick, Michael Hedges
- A zongorista – Jean-Marie Blondel, Dean Humphreys, Gérard Hardy

### Legjobb férfi mellékszereplő
Christopher Walken – Kapj el, ha tudsz
- Chris Cooper – Adaptáció
- Ed Harris – Az órák
- Alfred Molina – Frida
- Paul Newman – A kárhozat útja

### Legjobb női mellékszereplő
Catherine Zeta-Jones – Chicago
- Toni Collette – Egy fiúról
- Queen Latifah – Chicago
- Julianne Moore – Az órák
- Meryl Streep – Adaptáció

### Legjobb vizuális effektek
A Gyűrűk Ura: A két torony – Jim Rygiel, Joe Letteri, Randall William Cook, Alex Funke
- New York bandái – Bruce Steinheimer, Michael Owens, Edward Hirsh, Jon Alexander
- Harry Potter és a Titkok Kamrája – Jim Mitchell, Nick Davis, John Richardson, Bill George, Nick Dudman
- Különvélemény – Scott Farrar, Michael Lantieri, Nathan McGuinness, Henry LaBounta
- Pókember – John Dykstra, Scott Stokdyk, Anthony LaMolinara, John Frazier

### Legjobb animációs rövidfilm
Fish Never Sleep
- The Chubbchubbs
- The Dog Who Was A Cat Inside
- Sap
- Wedding Espresso

### Legjobb rövidfilm
My Wrongs 8245-8249 And 117
- Candy Bar Kid
- Good Night
- The Most Beautiful Man In The World
- Rank
- Bouncer

### Kiemelkedő debütálás brit rendező, író vagy producer részéről
Asif Kapadia - A harcos (rendező, co-író)
- Duncan Roy - AKA (rendező, író)
- Simon Bent - Christie Malry's Own Double Entry (író)
- Lucy Darwin - La Mancha elveszett lovagja (producer)

### Kiemelkedő brit hozzájárulás a mozifilmekhez
Michael Stevenson és David Tomblin